# Grense Jakobselv
Grense Jakobselv (in italiano: Confine del [fiume] Jakobselva; Lingua sami settentrionale: Vuorjánjohka, finlandese: Vuoremijoki; in russo: Гренсе-Якобсэльв) è un piccolo insediamento sul Mare di Barents alla foce del fiume Jakobselva, nel comune di Sør-Varanger nella contea del Finnmark in Norvegia. Si trova 54 km ad est di Kirkenes.
Il fiume segna il confine con la Russia, a 10 km dalla foce si trova una piccola postazione dell'esercito norvegese dipendente dalla guarnigione di Sør-Varanger.
Grense Jakobselv è il punto della Norvegia continentale più lontano dalla capitale norvegese Oslo. Si tratta di 2.465 chilometri con un percorso interamente all'interno della Norvegia o circa 1.955 chilometri (510 chilometri in meno) tramite un percorso attraverso i paesi limitrofi di Svezia e Finlandia. Non è il posto più lontano da Oslo considerando strade internazionali, che sarebbe Gamvik a 2.040 chilometri.
Poco a sud del villaggio c'è una cappella in pietra edificata nel 1869 ed intitolata a re Oscar II.

## Galleria d'immagini

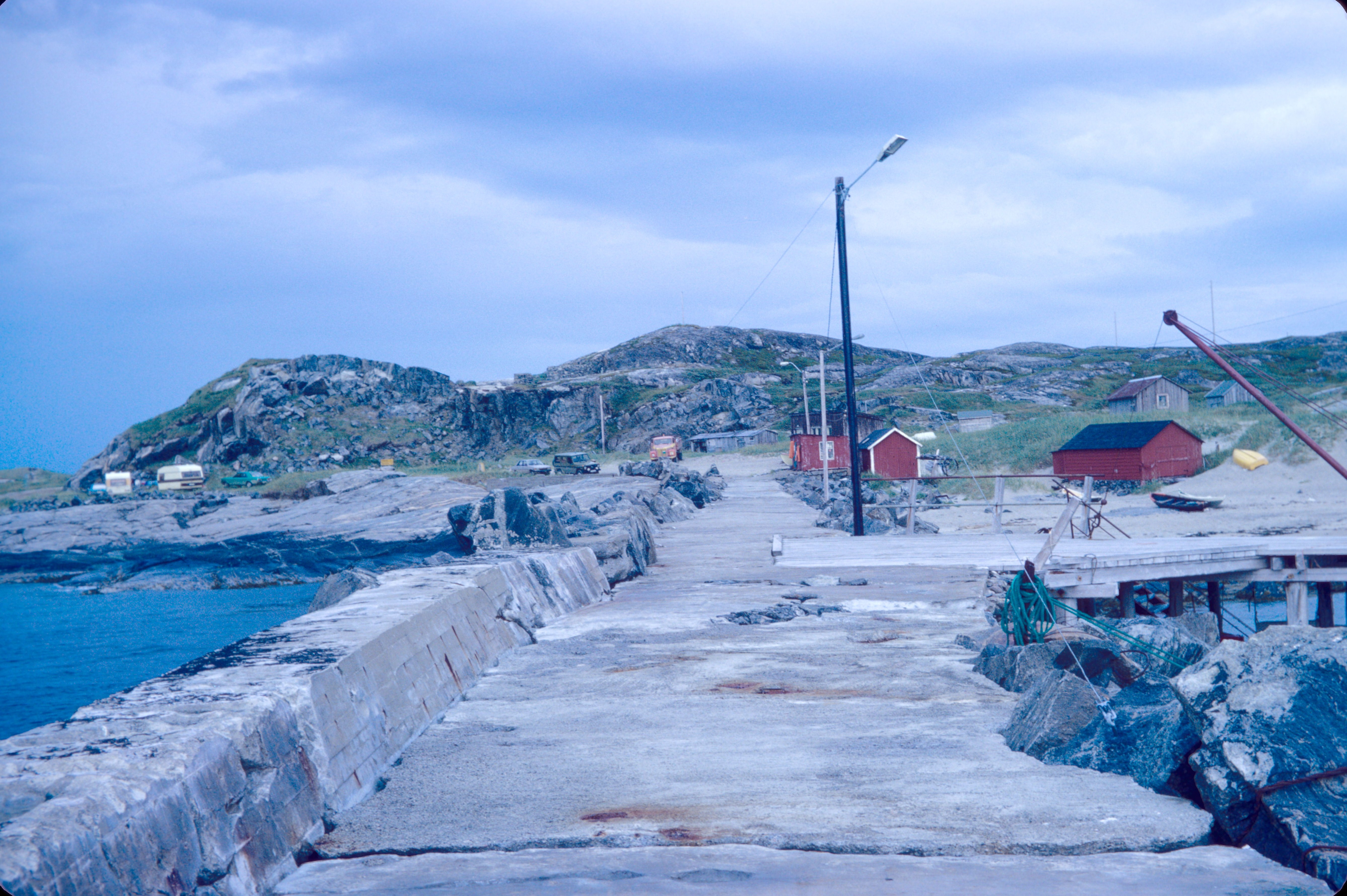
il porto di Grense Jakobselv (1983).
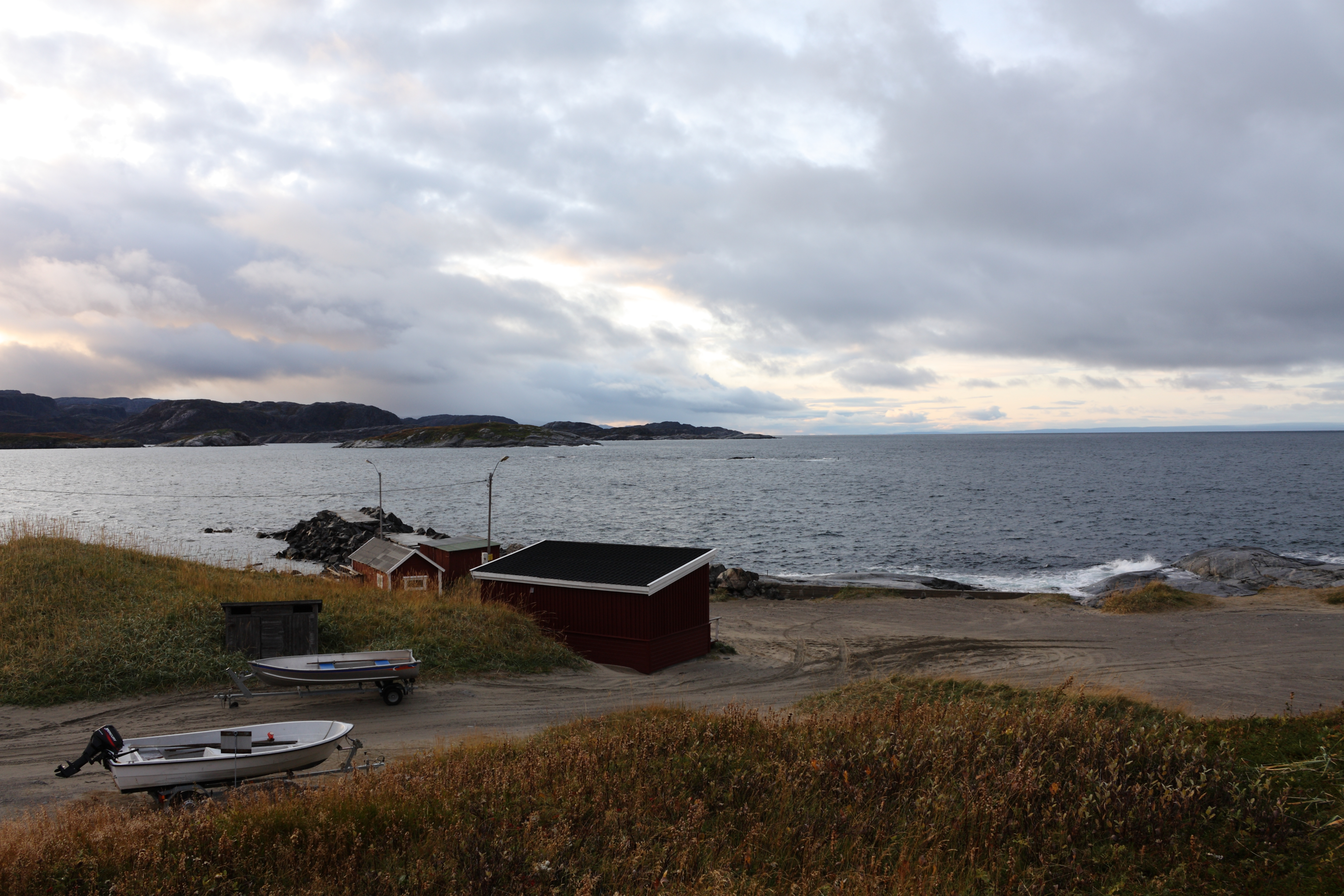
il porto di Grense Jakobselv (2009).
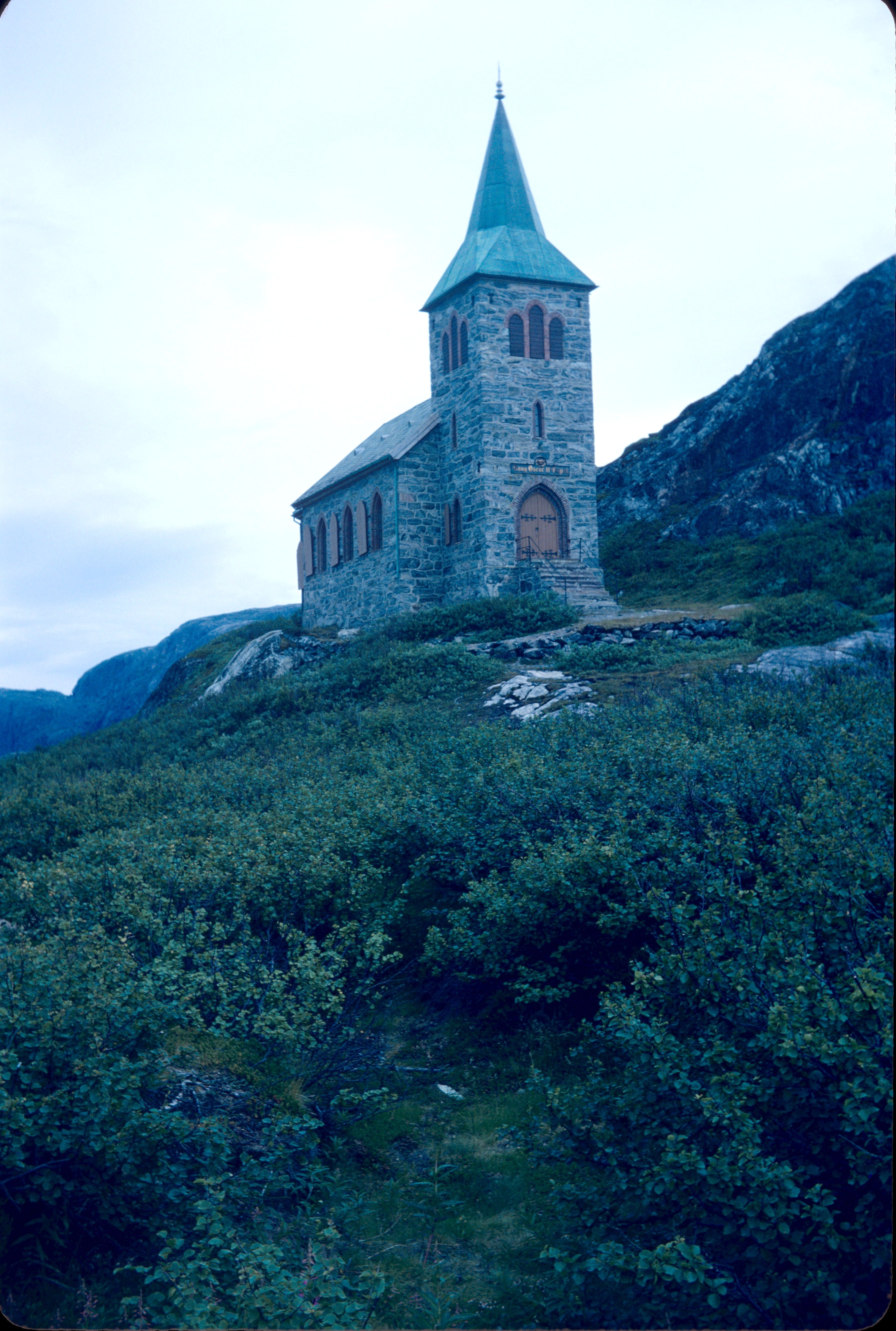
la cappella del re Oscar (1983).